# Stanislovas Sajauskas
Stanislovas Sajauskas (* 25. Februar 1946  in Jungėnai, Wolost Kalvarija, Bezirk Marijampolė) ist ein litauischer Elektroingenieur und Politiker von Kaunas. 

## Leben
Von 1949 bis 1959 wurde Sajauskas mit seiner Familie nach Sibirien vertrieben. Er lebte in der Oblast Irkutsk. Nach dem Abitur (mit der Silbermedaille) an der 4. Mittelschule Marijampolė absolvierte er 1968 mit Auszeichnung das Diplomstudium der Elektronik als Ingenieur am Kauno politechnikos institutas. 
1975 promovierte er und wurde Kandidat der technischen Wissenschaften. 1994 habilitierte er an der KTU. Von 1995 bis 2011 lehrte er als Professor im Lehrstuhl für Ingenieurwesen der Elektronik.
Als Mitglied von Lietuvos politinių kalinių ir tremtinių sąjunga (LPKTS) war er von 1997 bis 2000 Mitglied im Stadtrat Kaunas.

## Preise
- 1998:  Kazimieras-Baršauskas-Preis
- 1998, 2008: Vladas-Jurgutis-Preise